# Río Piedras (ort)
Río Piedras är en ort i Argentina.   Den ligger i provinsen Salta, i den norra delen av landet, 1 200 km nordväst om huvudstaden Buenos Aires. Río Piedras ligger 720 meter över havet och antalet invånare är 1 148.
Terrängen runt Río Piedras är kuperad åt nordväst, men åt sydost är den platt. Runt Río Piedras är det mycket glesbefolkat, med 7 invånare per kvadratkilometer..
I omgivningarna runt Río Piedras växer i huvudsak lövfällande lövskog.